# Death Wish 5
Death Wish 5 (tên đầy đủ là Death Wish V- The Face of Death) (tiếng Việt: Điều ước tử thần 5-Đối mặt với tử thần) là 1 bộ phim thuộc thể loại Tội phạm của Mỹ và là phần 5 của series phim Death Wish.Đây cũng là phần cuối cùng của series Death Wish mặc dù hãng phim 21st Century Film Corporation có kế hoạch làm tiếp phần 6 (trước đó hãng phim Cannon Inc -đơn vị sản xuất 4 phần trước của Death Wish cũng đã phá sản năm 1994). Tuy nhiên vào năm 1996 hãng phim 21st Century Film Corporation đã chính thức tuyên bố phá sản do vậy dự án phim đã chính thức chấm dứt tại đây. Phim được sản xuất vào năm 1994 do Steve Carver làm đạo diễn. Phim có sự tham gia của dàn diễn viên gạo cội như Charles Bronson, Lesley-Anne Down, Michael Parks,... So với các phần trước thì phần 5 kém hoành tráng hơn hẳn do những khó khăn tài chính khiến hãng phim buộc phải cắt bỏ bớt kịch bản

## Cốt truyện
Sau sự kiện ở phần trước, Paul Kersey trở lại New York với tên gọi là Paul Steward theo Chương trình bảo vệ nhân chứng. Olivia Regent-1 nữ chủ nhà máy thời trang có cảm tình với Paul và mời Paul đến tham gia 1 cuộc triển lãm thời trang của công ty cô. Tại đây,Paul vô tình chạm mặt người đàn ông tên Tommy O'Shea- chồng cũ của Olivia cùng với đám tay chân lực lưỡng của hắn. Thấy Paul và Olivia tỏ ra thân mật, Tommy nổi cơn ghen đe dọa Olivia và cô con gái nhỏ tên Chelsea. Olivia cảm thấy buồn bã về người chồng cũ của cô thì Paul nhìn thấy vết bầm trên tay cô được tiết lộ là do chính chồng cũ gây ra. Paul tức giận định lao vào đánh Tommy nhưng bị Chicki Paconi-1 tên tay sai của Tommy rút súng đe dọa.Cuộc ẩu đả kết thúc với sự xuất hiện của cô bé Chelsea.
Cùng lúc đó 1 viên thanh tra tên DA Brian Hoyle và trợ lý của anh là Hector Vasquez đến gặp Paul. Hoyle nói rằng anh đã biết được Tommy có dính líu đến những vụ làm ăn phi pháp và đã cố gắng bắt Tommy trong một thời gian dài nhưng lại không có đủ bằng chứng. Họ cũng tiết lộ với Paul rằng Olivia có thể là nhân chứng quan trọng giúp họ bắt Tommy.
Tại 1 nhà hàng, Paul đã quyết định gặp Olivia để thuyết phục cô làm nhân chứng bắt Tommy. Olivia chưa đồng ý. Cô xin phép đi vào phòng thay đồ. Freddie "Flakes" Garrity- 1 tên tay sai của Tommy đã cải trang thành 1 phụ nữ đột nhập vào phòng thay đồ. Tại đây Freddie không ngừng đe dọa Olivia và tra tấn cô 1 cách tàn nhẫn đập đầu cô vào tấm gương khiến mặt cô bị biến dạng.Sau đó Freddie đã trốn thoát dù Paul đã kịp trông thấy hắn. Paul đưa Olivia đi bệnh viện. Bác sĩ tiết lộ kể cả khi có làm phẫu thuật tái tạo, khuôn mặt của Olivia cũng không thể phục hồi hoàn toàn do chấn thương quá nặng. Paul liền đến gặp Mickey Mickey (King) và Janice Omori - 2 thanh tra hồ sơ tội phạm của Tommy. Họ lên kế hoạch đặt máy nghe lén nhưng thất bại. Janice bị Freddie giết chết. Chứng kiến đồng đội của mình bị giết, King đã cảnh báo Paul về sự nguy hiểm của Tommy và cho rằng Paul không nên dùng cách cũ của ông đồng thời tiết lộ ông đã theo đuổi vụ này suốt 16 năm. Paul nói đó là một thời gian dài để thất bại.
Paul đưa Olivia về căn hộ của mình và an ủi cô sau những việc không may xảy ra nhưng điều đó không giúp Olivia cảm thấy vui vẻ lên. Lo sợ Olivia sẽ tố cáo mình, Tommy ra lệnh Freddie cùng đám tay chân đột nhập nhà Paul để khử Olivia bịt đầu mối. Trong lúc trốn thoát lên mái nhà, Olivia đã bị Freddie bắn.Cô rơi từ mái nhà xuống đất và tử vong. Paul nhảy khỏi mái nhà và may mắn rơi vào xe chở rác nhưng sau đó bị cảnh sát tóm được. Vì có súng trong tay nên cảnh sát đã nghi ngờ ông giết Olivia. Tommy thoát tội và còn giành được quyền nuôi Chelsea nhờ vào việc hắn là cha đẻ của cô bé. Paul tấn công và ngăn cản Tommy đưa cô bé Chelsea đi thì bị tay chân của hắn đánh bất tỉnh. Hoyle quyết định sẽ giúp Paul. Paul lên kế hoạch trừng trị băng đảng của Tommy. Ông đầu độc Chicki bằng độc Kali xyanua. Giết Freddie bằng quả bom điều khiển từ xa được ngụy trang dưới 1 quả bóng. Cùng lúc này Paul đã phát hiện Hector Vasquez chính là 1 tên cảnh sát biến chất.Paul đột nhập nhà Hoyle sau khi biết được Hector có ý định khử Hoyle theo lệnh của Tommy. Hector đến thấy Paul. Hắn rút súng định bắn Paul nhưng Paul đã nhanh trí rút súng (được giấu dưới con búp bê) bắn chết hắn. Cùng lúc đó Hoyle về tới nhà trông thấy xác Hector và biết được Hector là kẻ làm phản và Tommy muốn giết anh, Hoyle xin không dính líu gì tới Paul và nói sẽ đi khỏi New York. Paul đồng ý.
Paul quyết định mạo hiểm đột nhập xưởng may của Olivia nơi Tommy cùng đám tay chân hắn đang giam giữ cô bé Chelsea. Tommy thuê 3 tên sát thủ để đối phó với Paul. Cả 3 tên sát thủ đều bị Paul hạ. Tommy ra lệnh cho Sal- 1 tay trợ lý đắc lực của hắn khử Paul. Paul đối mặt với Sal khi hắn hết đạn. Sal tính dùng kế giết Paul nhưng ông nhanh trí dùng súng bắn hắn trước khi xác hắn bị nghiền nát bởi máy nghiền vật nặng. Paul đối mặt với Tommy khi hắn đang đuổi theo bắt cô bé Chelsea. Paul dùng vỏ chai bị bể đâm nát mặt Tommy. Bị tấn công bất ngờ và thấy Paul có ý định giết mình, hắn cầu xin Paul tha chết. Cùng lúc đó King xông vào. Nhân lúc Paul mất cảnh giác, Tommy cướp súng của Paul và bắn King bị thương. Paul nhanh trí lấy 1 khẩu Shotgun nhử Tommy đến cạnh bể chứa Axit sulfuric.Tommy van xin Paul tha thứ hứa sẽ làm bất cứ thứ gì Paul cần. Paul nói:"Tao không cần gì cả nhưng mày thì cẩn phải đi tắm" rồi hất Tommy xuống hồ Axit sulfuric nơi mà xác tên tội phạm bị tan rã hoàn toàn. Để cám ơn việc cứu mạng, King cho phép Paul được mang Chelsea đi.Trước khi đi Paul nói với King nếu cần thì cứ gọi ông.

## Vai diễn
- Charles Bronson vai Paul Kersey: 1 kiến trúc sư có người vợ bị giết và đứa con gái bị hãm hiếp bởi các băng đảng tội phạm đã quyết định sẽ diệt trừ các băng đảng tội phạm để trả thù.
- Lesley-Anne Down vai Olivia Regent:1 nữ chủ xưởng may có cảm tình với Paul, bị Freddie giết chết.
- Michael Parks vai Tommy O'Shea: chồng cũ của Olivia là 1 tên xảo trá, độc ác.Hắn bị Paul trừng trị bằng cách đẩy xuống hồ Axit sulfuric nơi xác hắn bị tan rã hoàn toàn
- Erica Lancaster vai Chelsea: là cô con gái của Tommy và Olivia

## Phần kế tiếp
Sau khi kết thúc phần 5, hãng 21st Century Film Corporation có kế hoạch làm tiếp phần 6 bất chấp việc diễn viên Charles Bronson từ chối tham gia do cát-xê giảm. Tuy vậy năm 1996, hãng 21st Century Film Corporation chính thức tuyên bố phá sản. Do không có công ty phim nào đứng ra kế thừa nên dự án Death Wish 6 bị hủy bỏ kết thúc hoàn toàn series Death Wish. Diễn viên Charles Bronson sau đó tham gia tiếp vào series Family of Cops gồm 3 phần.Đây cũng là dự án phim cuối cùng của ông trước khi qua đời vào năm 2003 vì căn bệnh Ung thư phổi.